# 钌酸二锶
钌酸二锶是一种无机化合物，化学式为Sr2RuO4，它是锶、钌、氧形成的三元化合物之一，它是四方晶系晶体，空间群I4/mmm。在200~250 °C，它可以被PVDF氟化，生成Sr2RuO3F2。